# White Settlement
White Settlement är en ort i Tarrant County i Texas. Ortnamnet härstammar från en tid då det fanns två bosättningar i närheten av Fort Worth. I den ena bodde indianer och i den andra vita bosättare.  Vid 2010 års folkräkning hade White Settlement 16 116 invånare.